# 波塔莫鎮區 (明尼蘇達州伍茲湖縣)
波塔莫鎮區（英語：Potamo Township）是位於美國明尼蘇達州伍茲湖縣的一個行政鎮區。

## 地方資料
波塔莫鎮區的面積為90.81平方千米，當中陸地面積為90.78平方千米，而水域面積為0.03平方千米。根據2020年美國人口普查的數據，當地共有人口85人，而人口密度為每平方千米0.94人。